# Le Tango des Rashevski
Pour les articles homonymes, voir Tango.
Pour plus de détails, voir Fiche technique et Distribution.
Le Tango des Rashevski est un film franco-belge réalisé par Sam Garbarski, sorti au cinéma le 3 septembre 2003 en France.

## Synopsis
La famille Rashevski est une famille juive ashkénaze qui ne pratique guère, mais lorsque la grand-mère Rosa meurt, sa famille la fait enterrer par un rabbin, car Rosa a pris une tombe dans le carré juif du cimetière. Mais qu'est-ce qu'être juif, et entre celui ou celle qu'on aime et ses racines doit-on trancher ? C'est ce que vont devoir se demander tous les personnages, pris entre leur histoire familiale, leur rapport au judaïsme et leurs amours.
À travers ses personnages, comme un non-juif qui se convertit par amour ou un jeune juif qui aime une Arabe, le film aborde différentes façons de vivre sa judéité, du rabbin orthodoxe au vieux séducteur qui ne parlera des camps qu'à l'article de la mort. Le tout sur fond de musique et de tango, la musique qui panse les blessures chez les Rashevski. Au passage, le film présente le judaïsme libéral et le judaïsme orthodoxe, la fête de Pessa'h et les traces de la Shoah dans la mémoire d'une famille, non sans humour.

## Fiche technique
- Titre : Le Tango des Rashevski
- Réalisation : Sam Garbarski
- Scénario : Philippe Blasband sur une idée de Sam Garbarski
- Langues : français, un peu d'anglais, d'hébreu et de yiddish
- Pays d'origine :  France,  Belgique
- Format : couleurs
- Genre : drame
- Durée : 96 minutes
- Dates de sortie :
  -  France : 3 septembre 2003

## Distribution
- Nathan Cogan : Dolfo
- Hippolyte Girardot : Antoine
- Ludmila Mikaël : Isabelle, la femme de Simon
- Michel Jonasz : Simon Rashevski
- Daniel Mesguich : David Rashevski
- Jonathan Zaccaï : Jonathan Rashevski, le fils de Simon
- Tania Garbarski : Nina Rashevski, la fille de Simon
- Rudi Rosenberg : Ric Rashevski, le fils de David
- Selma Kouchy : Khadija, l'amie de Ric
- Moscu Alcalay : Shmouel, le père de Simon et David
- Laurence Masliah : Rosa
- Paula Levy : la veuve

## Autour du film
- Le film contient plusieurs expressions en yiddish, comme Lèh'ayim (équivalent de « à votre santé »), mènsh (« homme de bien », « homme droit ») ou schvartze (littéralement « Noire », terme raciste ici).
- Son réalisateur, Sam Garbarski, qui, avec le scénariste, s'est inspiré de l'histoire de leurs propres familles, explique : « Je raconte simplement l’histoire d’une famille que je connais bien et que nous avons imaginée en partant de nos vies respectives. Moi, je crois que l’on peut être juif en mangeant du bouillon avec des kneidele, des latkes et des cornichons salés, sans pratiquer la religion, et c’est une forme de judaïsme lié aux traditions. Je crois que les traditions sont plus fortes que les religions. »
- Tania Garbarski, qui joue le rôle de Nina, la fille de Michel Jonasz et de Ludmila Mikaël dans le film, est la fille du réalisateur.
- Les séquences en Israël ont en fait été tournées au Maroc, les séquences européennes à Liège.